# Granatpitta
Die Granatpitta (Erythropitta granatina) ist eine Vogelart aus der Gattung Erythropitta in der Familie der Pittas (Pittidae).

## Merkmale

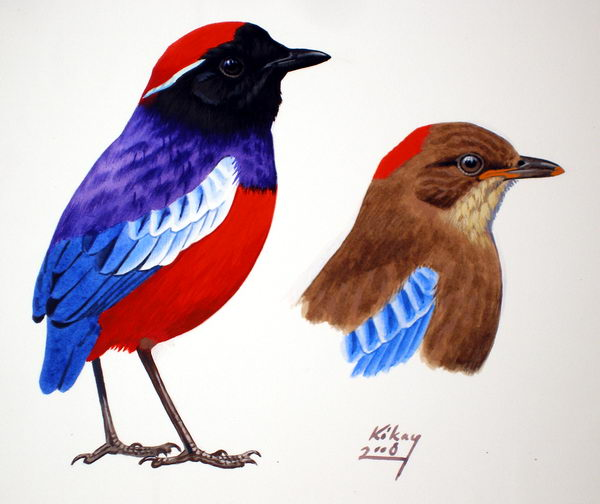
Illustration Granatpitta

Die 15 cm lange Granatpitta ist ein gedrungener Vogel mit großem Kopf und kräftigen Schnabel sowie großen Augen; oberseits ist sie bunt gefärbt mit blauen Partien an den Flügeln. Unterseits ist sie leuchtend rot mit einer anthrazit bis schwarz abgesetzten Kehle.
Sie hat einen schmalen blauen, bzw. hell reflektierenden Augenstreif. Sowohl das Männchen wie auch das Weibchen haben ein leuchtendes, einem Juwel ähnelndes Federkleid. Wie für alle Pittas (Pittidae) besitzen sie lange Beine mit kurzen, kräftigen Krallen, welche hell bis fleischfarben sind.

## Vorkommen
Die Granatpitta bewohnt tropische und subtropische Tieflandwälder und Sümpfe bis zu einer Höhe von 600 Meter über NN, in Malaysia, Sumatra und Borneo. Meist leben sie in kleinen Gruppen zusammen. Ihr Vorkommen ist abnehmend, da ihr Lebensraum zerstört wird. Besonders die schnell fortschreitende Zerstörung der Tieflandwälder ist für diese Art von entscheidender Bedeutung.

## Verhalten
Die Granatpitta ist ein Bodenbewohner, der sich schnell hüpfend im Unterwuchs fortbewegt. Sie nächtigt und singt gelegentlich auf Bäumen.
Ihre Nahrung besteht hauptsächlich aus Früchten, Samen, Insekten, Ameisen, Käfern und anderen Wirbellosen, wie Schnecken. Gehäuse von Schnecken zertrümmert sie, indem sie sie gegen Baumstämme oder Steine schlägt. Sie sucht sie mit dem Schnabel in der Erde und unter losem Laub, manchmal fliegt sie auch kurze Strecken um ihre Beute zu erreichen.

## Fortpflanzung
Die Granatpitta baut meist am Boden oder im Gebüsch nahe am Boden aus Zweigen, ein kuppelförmiges Nest mit Seiteneingang. Ein schmaler Zugang führt zur Nistkammer, welche mit Moos und vermodernden Blättern ausgepolstert wird. Das Gelege der Granatpitta besteht aus zwei Eiern. Die Brutzeit erstreckt sich von März bis August.
Die jungen der Granatpitta sind bräunlich gefärbt und entwickeln nur allmählich das leuchtende Federkleid der Altvögel aus. Ggf. ist dies dem Umstand zuzuschreiben, dass die Jungvögel hierdurch besser getarnt und somit für andere Beutegreifer schwieriger auszumachen sind.

## Unterarten

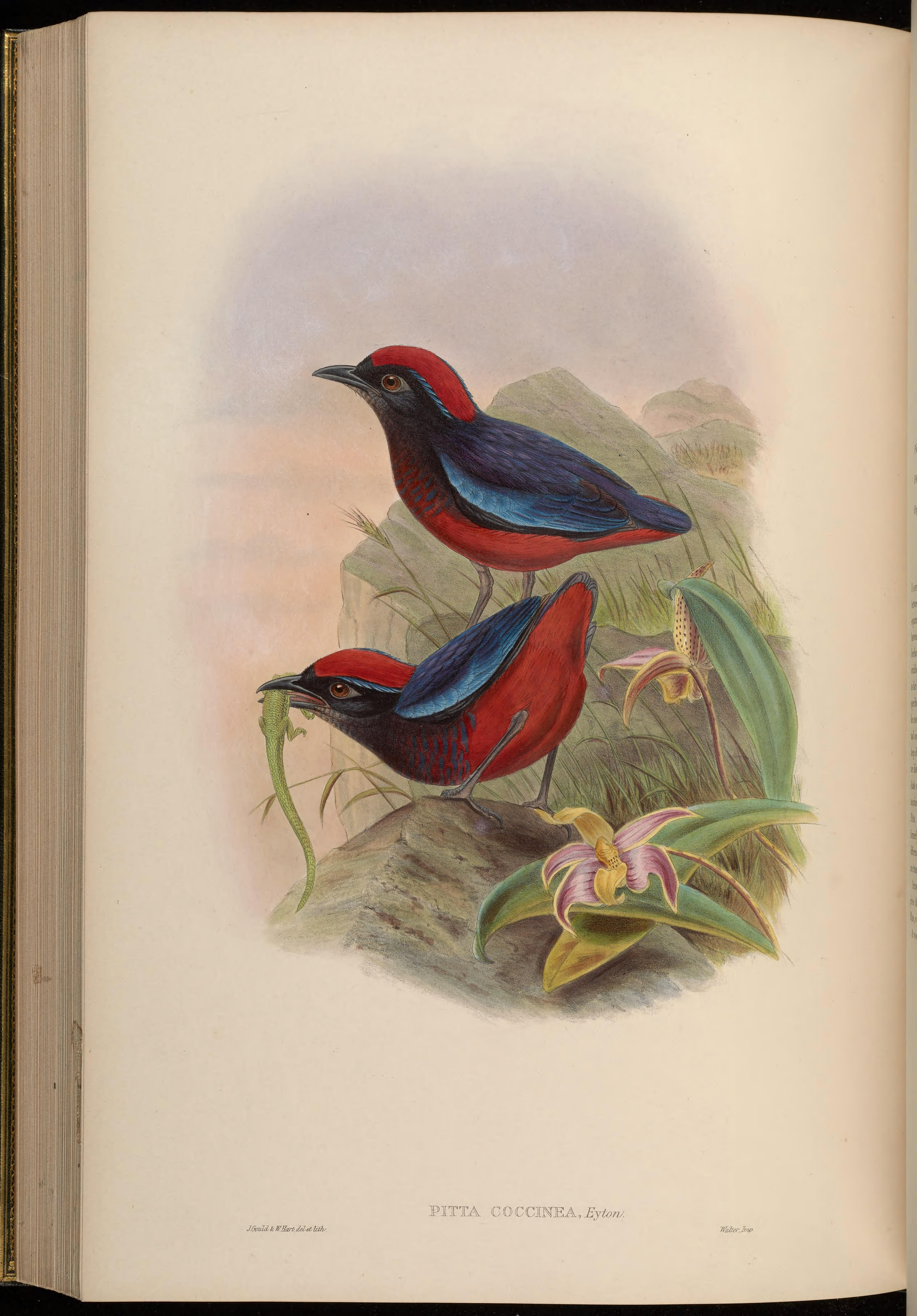
Illustration der Unterart coccinea

- Erythropitta granatina granatina, ist eine in Sumatra vorkommende Unterart
- Erythropitta granatina coccinea Eyton, 1830; endemisch auf Borneo vorkommende Unterart